# Eugen Adam
Eugen Adam (Monaco di Baviera, 22 gennaio 1817 – Monaco di Baviera, 4 giugno 1880) è stato un pittore tedesco, membro della famiglia Adam.

## Biografia
Allievo di suo padre, Albecht Adam, si cimentò da giovane nell'incisione, per poi viaggiare in Ungheria e Croazia, dove produsse numerosi dipinti di genere. Fu infine al seguito dell'esercito tedesco in Francia durante la guerra franco-prussiana del 1870, avendo occasione di riportare su tela diverse scene di guerra.